# باشگاه فوتبال آلانیا اسپور
باشگاه فوتبال آلانیا اسپور (انگلیسی: Alanyaspor) یک باشگاه فوتبال ترکیه‌ای است که در سال ۱۹۴۸ در شهر آلانیا ترکیه بنا نهاده شده‌است.

## تاریخچه حضور در لیگ‌ها
این تیم اولین بار در طول تاریخ خود در سال ۲۰۱۶ به سوپر لیگ فوتبال ترکیه صعود کرد.
- سوپر لیگ: ۲۰۱۶-
- لیگ دسته اول: ۹۷–۱۹۸۹، ۱۶–۲۰۱۴
- لیگ دسته دوم: ۸۹–۱۹۸۴، ۱۹۹۷–۲۰۰۱، ۱۴–۲۰۰۴
- لیگ دسته سوم: ۲۰۰۱–۲۰۰۴
- لیگ آماتور: ۱۹۴۸–۸۴

## ایرانی
- امیرعلی منتظریان (۱۷–۲۰۱۶)

## نگارخانه

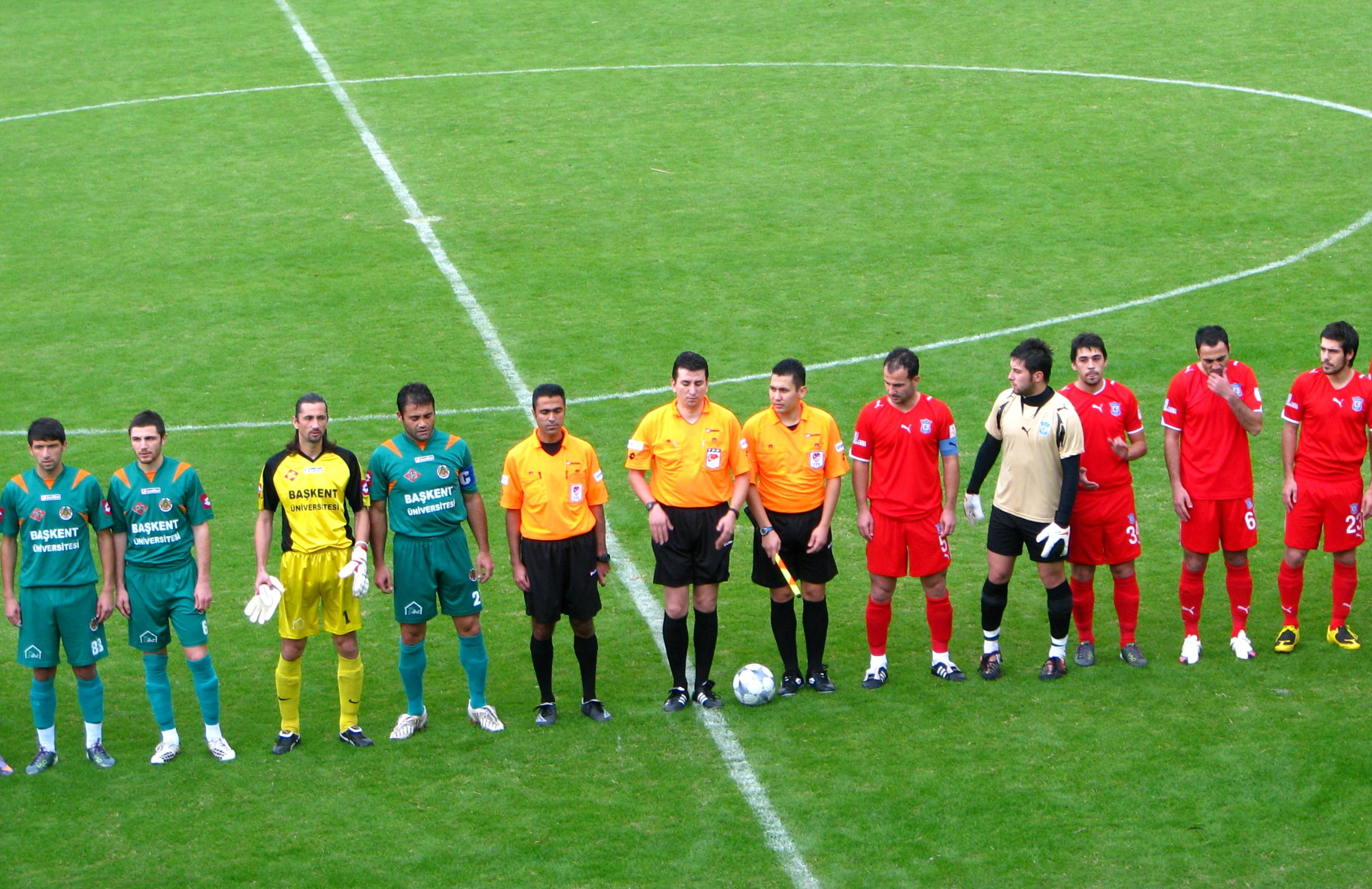
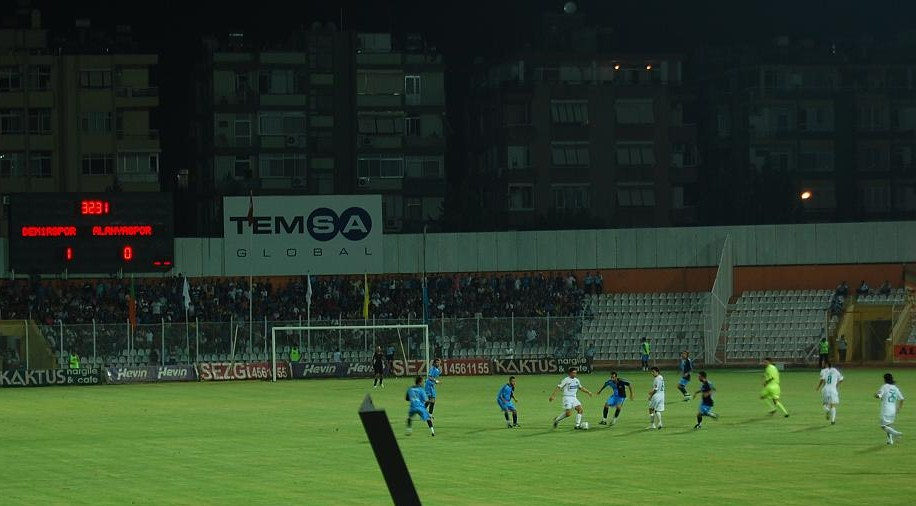